# 宋允康
宋允康（1709年—1752年），字衛叔，江南蘇州府長洲縣人，清朝長蘆鹽官。

## 生平
宋允康來自蘇州長洲宋氏家族。高祖宋學朱，曾祖宋宓，祖父宋廣業，父宋志益，母為正定縣知縣嘉興徐王駰女。宋允康為宋志益第三子，有長兄宋允清等。宋允康為長洲監生，乾隆元年（1736年）任長蘆批驗所大使，五年（1740年）改長蘆豐財場大使，十七年（1752年）卒於官。

## 家庭
夫人為彭正乾（彭啟豐父）第三女。有三子：宋忠模、宋忠昌及宋忠勳。還有三女：長女嫁歸安庠生戴元基；次女嫁崇明營千總施彤煐；三女嫁延平府司獄王裕伯。